# Afrithelphusa leonensis
Afrithelphusa leonensis é uma espécie de crustáceo da família Potamonautidae.
É endémica da Serra Leoa.